# Vilhelm Boye
Vilhelm Boye, född den 28 juni 1837 i Helsingör, död 22 september 1896, var en dansk arkeolog. Han var son till Caspar Johannes Boye.
Boye studerede tidigt i Det Kongelige Museum for Nordiske Oldsager, en föregångare till Nationalmuseet, och utsågs av C.J. Thomsen till utgivare av Oplysende Fortegnelse over de Gjenstande i Musæet, der ere forarbejdede af eller prydede med ædle Metaller (1859), ett arbete för vilket Vedel Simonsen hade ställt medel till förfogande. Han utförde olika utgrävningar runt omkring i Danmark. Bland annat var han med och grävde ut flera av de ekkistor från bronsåldern vars innehåll ingår i Nationalmuseets permanenta utställning. Han utförde också ett flertal uppdrag i Sverige, bland annat i Hasslöv. Han deltog som frivillig i dansk-tyska kriget 1864. Då han inte erhöll någon
officiell post vid museet efter Thomsens död började han sysselsätta sig med diverse andra ting, inte minst journalistisk verksamhet och vistades flera år i Haderslev som medarbetare vid Dannevirke. Efter att ha vänt tillbaka till Köpenhamn blev han 1880 biblioteksassistent i Athenæum och 1885 tillika assistent ved  Det Kongelige Museum for Nordiske Oldsager.